# Kromosom 7
Kromosom 7 är ett av de 23 kromosomparen hos människor. Människor har normalt två kopior av detta kromosom. Varje kromosom innehåller ett stort antal gener, från några hundra till flera tusen beroende på kromosomens storlek. Kromosom 7 innehåller 1032 proteinkodande gener.

## Hälsotillstånd som är associerade med förändringar i strukturen eller antalet kopior av kromosom 7:[2]
7q11.23 dupliceringssyndrom:
   - Orsakas av en extra kopia av en region på den långa (q) armen av kromosom 7, kallad Williams-Beuren syndromkritisk region (WBSCR).
   - Området är 1,5 till 1,8 miljoner DNA-baspar långt och inkluderar 25 till 27 gener.
   - Kan leda till olika neurologiska och beteendemässiga problem samt andra avvikelser.
FOXP2-relaterat tal- och språkstörning:
   - Flera olika förändringar på kromosom 7 kan resultera i detta tillstånd.
   - Påverkar utvecklingen av tal och språk från tidig barndom.
   - Kan inkludera problem med motorisk utveckling, autism och andra relaterade symtom.
Greig cephalopolysyndactyly-syndrom:
   - Orsakas av kromosomavvikelser på den korta (p) armen av kromosom 7, där GLI3-genen finns.
   - Påverkar utvecklingen av extremiteter, huvud och ansikte.
   - Kan leda till en mer allvarlig form kallad Greig cephalopolysyndactyly contiguous gene deletion syndrome.
Russell-Silver-syndrom:
   - Orsakas av avvikelser i ärftligheten av kromosom 7, vilket kan inkludera maternal uniparental disomy (UPD).
   - Karaktäriseras av långsam tillväxt, distinkta ansiktsdrag, fördröjd utveckling och språkproblem.
Saethre-Chotzen-syndrom:
   - Orsakas av kromosomavvikelser på den korta (p) armen av kromosom 7, där TWIST1-genen finns.
   - Kännetecknas av skallbensfusion (craniosynostosis) och påverkar utvecklingen av huvud, ansikte och extremiteter.
Williams syndrom:
   - Orsakas av deletion av genetiskt material från Williams-Beuren kritiska regionen vid 7q11.23.
   - Kännetecknas av mild till måttlig intellektuell funktionsnedsättning, unika personlighetsdrag, särskiljande ansiktsdrag och hjärt- och kärlproblem.
Andra kromosomala förändringar på kromosom 7:
   - Inkluderar delvis trisomi 7 (extra kopia av genetiskt material), delvis monosomi 7 (brist på ett segment av kromosomen), och andra strukturella förändringar som ringkromosom 7.
   - Kan orsaka försenad tillväxt, utvecklingsstörningar, karakteristiska ansiktsdrag och andra medicinska problem.
Cancer:
   - Förändringar i antalet eller strukturen av kromosom 7 är vanliga i många former av cancer, inklusive leukemier och lymfom.
   - Vissa gener på kromosom 7 anses spela en central roll i kontrollen av celltillväxt och delning, och förändringar i dessa gener kan bidra till utveckling av cancer.